# Grafschaft Megen
Megen war eine Grafschaft bei der Stadt Oss in Nordbrabant (Niederlande). Neben der Kleinstadt Megen umfasste die Grafschaft auch die Dörfer Haren, Macharen und Teeffelen.

## Geschichte

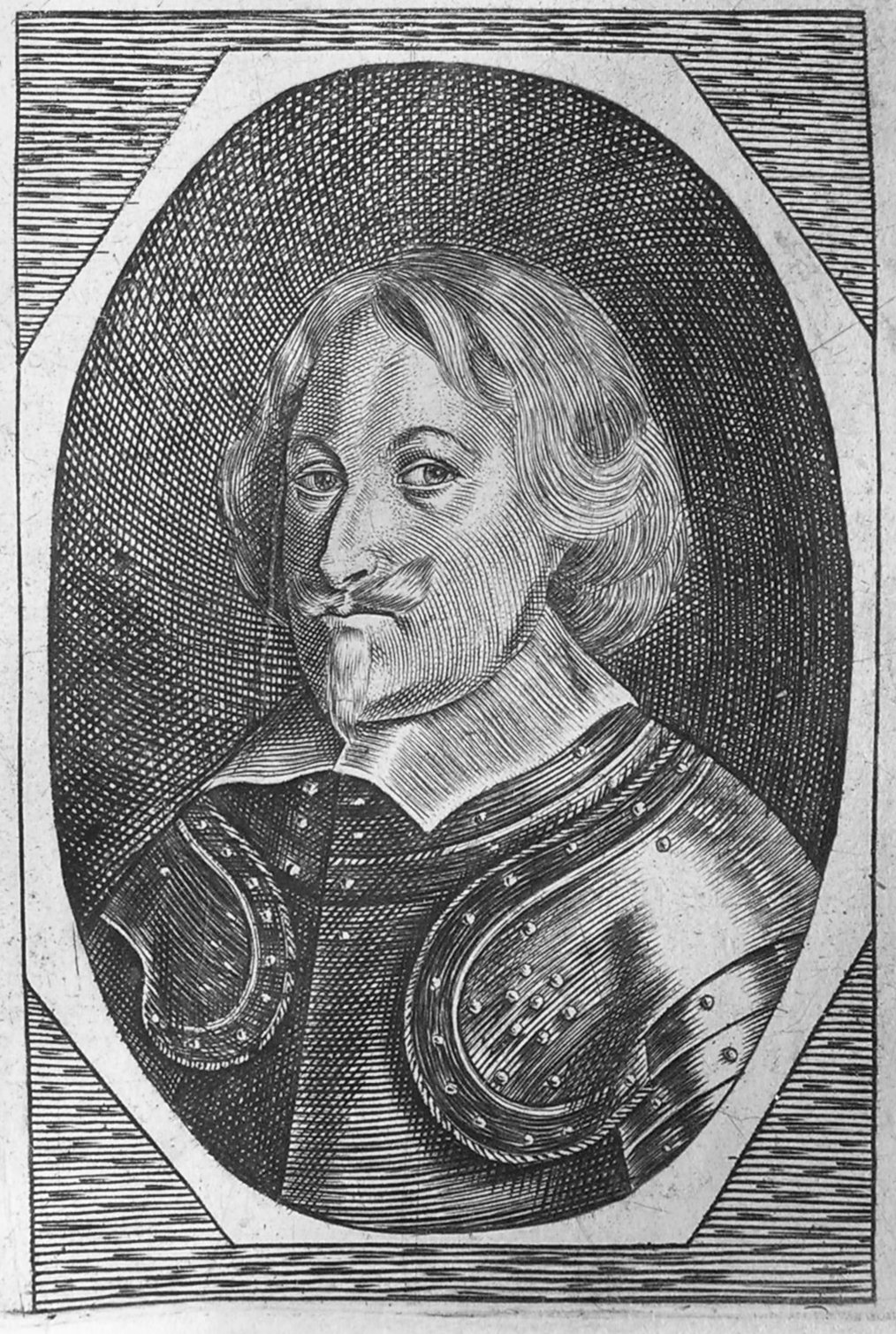
Alexander II. von Velen, Graf zu Megen

Die Stadt Megen wurden 721 als Meginum erstmals urkundlich erwähnt. Ein gewisser Alard ist 1145 als Graf von Megen bezeugt. 1420 gelangte die Grafschaft durch Kauf in den Besitz des Kaufmanns Heinrich Dicbier. Dessen Nachfahre Johann V. Dicbier verkaufte Megen 1469 an Guy von Brimeu und 1610 kam es an Franz Heinrich von Croÿ. Nach dem Frieden von Münster (1648) kam es zu Streitigkeiten zwischen Albert Franz von Croÿ und den niederländischen Generalstaaten, aber 1671 musste die niederländische Republik die Unabhängigkeit der Grafschaft anerkennen.
Megen kam 1666 an Alexander II. von Velen, 1697 an Johann Wilhelm von der Pfalz und 1728 an das Haus Schall von Bell. Karl Schall von Bell verlor die Grafschaft 1794 an Frankreich. 1800 wurde sie für eine Million Franc an die Batavische Republik verkauft. Ab 1810 gab es eine Gemeinde Megen, Haren und Macharen, die 1994 in die Gemeinde Oss eingegliedert wurde.

## Regenten
- 0000–0000: Alard von Megen
- 0000–0000: Wilhelm I. von Megen
- 1285–1323: Johann I. von Megen
- 1323–1347: Johann II. von Megen
- 1347–1358: Wilhelm II. von Megen
- 1358–1417: Johann III. von Megen
- 1417–1420: Elisabeth von Megen
- 1420–1430: Heinrich Dicbier
- 1430–1438: Johann IV. Dicbier
- 1438–1469: Johann V. Dicbier
- 1469–1477: Guy de Brimeu (Haus Brimeu)
- 1477–1515: Adrian von Brimeu
- 1515–1548: Eustach von Brimeu
- 1548–1572: Charles de Brimeu
- 1572–1605: Marie de Brimeu
- 1610–1616: Franz Heinrich von Croÿ
- 1644–1666: Albert Franz von Croÿ
- 1666–1675: Alexander von Vehlen
- 1675–1689: Ferdinand Gottfried von Velen
- 1689–1697: Alexander Otto von Velen
- 1697–1716: Johann Wilhelm von der Pfalz
- 1716–1728: Karl Philipp von der Pfalz
- 1728–1741: Maximilian Damian Schall von Bell
- 1741–1781: Ferdinand Schall von Bell
- 1781–1794: Karl II. Schall von Bell